# Isla de Noss
Noss (nórdico antiguo: Nos) es una pequeña isla en las Shetland (Escocia, Reino Unido). Está separada de la isla de Bressay por el estrecho de Noss (Noss Sound). La isla ha sido una reserva natural nacional desde 1955 y es una granja de ovejas. Está única a Bressay a través de un servicio de ferry estacional, gestionado por los guardianes de la fauna usando una lancha tipo Zodiac.
Noss tenía una población de 20 personas en 1851 pero no tiene habitantes permanentes desde 1939. Entre las pocas familias que vivían en Noss estaba la familia Booth, encabezada por Joseph Booth (1765-1847). Los documentos genealógicos indican que era granjero y curaba pescado. Los archivos muestran que residía en Noss ya en el año 1834.
El principal centro de asentamiento en Noss estaba alrededor de la baja costa occidental de la isla en Gungstie (nórdico antiguo: un lugar donde amarar). Gungstie fue construido en los años 1670 y actualmente se usa por los guardianes de la flora estacionalmente. Otro asentamiento estaba en Setter, en la parte sureste de la isla, habitado hasta los años 1870 y actualmente abandonado.
Entre las atracciones de Noss están un centro de visitantes, el Pony Pund construido para criar ponies de las Shetland, la roca Holm of Noss y el acantilado Noup. Los acantilados de arenisca de Noss han sido afectados por el clima haciendo de ellos una serie de bordes horizontales, lo que hace de ellos terreno ideal para el anidamiento de alcatraces, frailecillos, araos, cormoranes moñudos, gaviotas tridáctilas, alcas, fulmares y págalos grandes. Frecuentemente se ven nutrias alrededor de la isla.

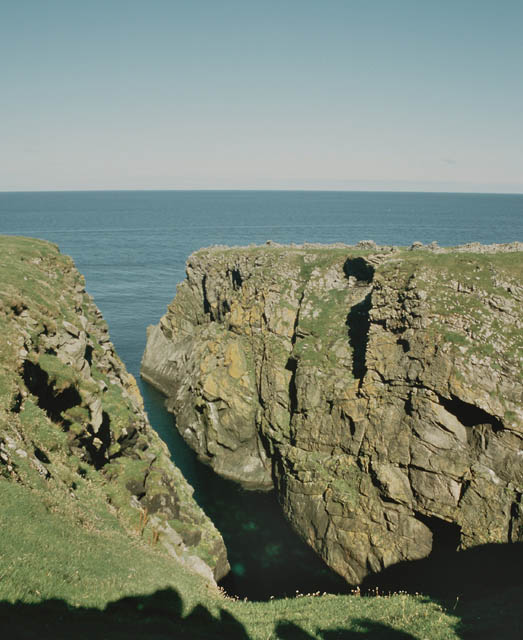
Pundsgeo
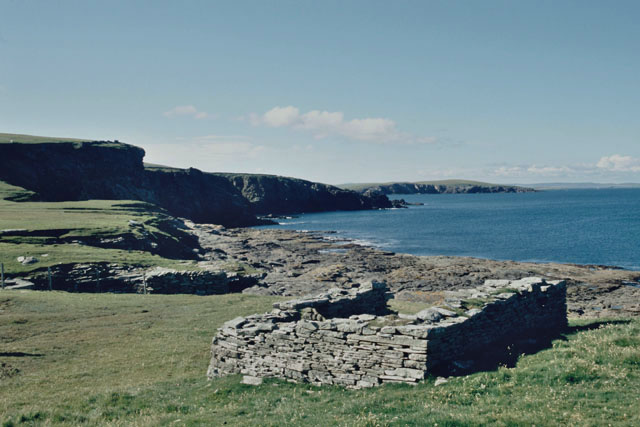
Edificio en la parte septentrional de Noss
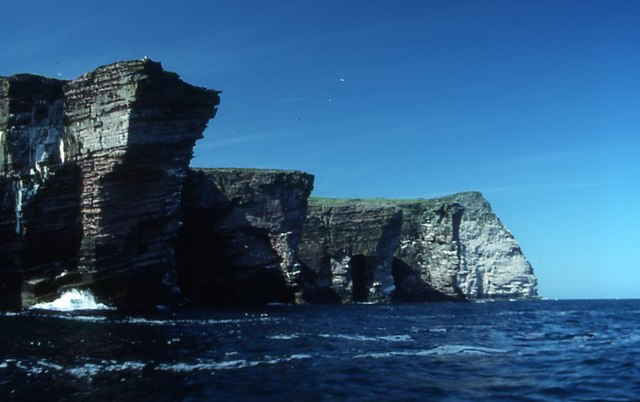
Holm of Noss

- Wikimedia Commons alberga una categoría multimedia sobre Isla de Noss.